# Хохлова, Яна Вадимовна
Я́на Вади́мовна Хохло́ва (род. 7 октября 1985, Москва) — российская фигуристка, выступавшая в танцах на льду. Наибольших успехов добилась в паре с Сергеем Новицким. Они — чемпионы Европы (2009), двукратные чемпионы России (2008 и 2009), двукратные чемпионы зимних Универсиад (2003 и 2005), а также бронзовые призёры чемпионата мира (2008). Заслуженный мастер спорта России (2009).

## Карьера
Мама отвела пятилетнюю Яну в секцию художественной гимнастики, а параллельно девочка стала заниматься в балете на льду на катке АЗЛК (сейчас это каток «Москвич»), в детском театре на льду «Алеко». В итоге пришлось выбирать, и Яна выбрала коньки. В театре она каталась до 13 лет.
В танцы Яна попала случайно. На том же катке, где тренировался её балет, катались танцоры. И один из мальчиков остался без партнёрши. Яне предложили попробовать встать в пару. Ей понравилось. Первым партнёром Яны Хохловой стал Андрей Максимишин.
В 2001 году Яна встала в пару с оставшимся без партнёрши Сергеем Новицким. Тренер Александр Свинин и хореограф Ирина Жук работают с парой начиная с 2003 года, ранее Яна и Сергей тренировались у Ларисы Филиной.
Первым крупным успехом была бронза на чемпионате России 2005 года.
Они повторили этот результат в 2006 году, что позволило им принять участие в Олимпиаде в Турине. Там они стали двенадцатыми.
В 2007 году пара становится серебряными призёрами чемпионата России, четвёртыми на чемпионате Европы и восьмыми на чемпионате мира.
В 2008 году, в отсутствие лидеров российской сборной Оксаны Домниной—Максима Шабалина, Яна и Сергей становятся чемпионами России. На чемпионатах Европы и мира того же года они становятся третьими.
В сезоне 2008—2009 годов костюмы для выступлений пары были разработаны известным российским модельером Вячеславом Зайцевым.
На этапе Гран-при «Cup of Russia 2008» Хохлова и Новицкий впервые в карьере, в очной борьбе, обыграли первую пару страны Оксану Домнину и Максима Шабалина. В финале Гран-при Хохлова и Новицкий снялись с соревнований после разминки из-за сильного пищевого отравления у партнёра. На чемпионате России пара защитила свой чемпионский титул. На чемпионате Европы в отсутствие лидеров европейских танцев на льду Домниной и Шабалина, а также Делобель и Шонфельдера Яна Хохлова и Сергей Новицкий впервые в карьере завоёвывают золотую медаль. На чемпионате мира 2009 года, будучи в числе претендентов на призовые места, выступили неудачно и заняли лишь 6-е место.
В олимпийском сезоне 2009—2010 Хохлова и Новицкий неудачно выступили в серии Гран-при — заняли только 4-е место в Китае, и, хотя они стали 2-ми в США, в финал вошли лишь запасными. Впоследствии в связи с отказом от участия в финале американской пары Танит Белбин и Бенжамин Агосто имели возможность принять участие в соревнованиях, но отказались по медицинским причинам. После Гран-при дуэт и его тренеры приняли решение поменять произвольный танец.
В чемпионате России-2010 дуэт не участвовал из-за обострившейся травмы колена у партнёра, но, по решению тренерского совета федерации фигурного катания, был включён в состав сборной команды на чемпионат Европы, где стали бронзовыми призёрами. На Олимпиаде в Ванкувере Яна Хохлова и Сергей Новицкий соревнования танцевальных пар завершили на девятом месте, улучшив свой результат четырёхлетней давности на три позиции. Через день после завершения турнира они улетели в Москву готовиться к чемпионату мира в итальянском Турине, куда они после завершения любительской карьеры Оксаной Домниной и Максимом Шабалиным ехали в статусе первой пары. В Турине пара выступила неудачно. В обязательной программе Хохлова и Новицкий показали пятый результат, а в оригинальном танце дуэт постигла техническая неудача — Хохлова споткнулась в дорожке шагов, и итоговые баллы оказались катастрофическими: их хватило лишь на девятое место. После этого пара без объяснения причин снялась с турнира. Позже выяснится, что причиной отказа от продолжения соревнований явилось очередное обострение травмы колена у Сергея.
29 апреля 2010 года в столичном дворце спорта «Мечта» Яне Хохловой и Сергею Новицкому были вручены удостоверения и значки заслуженных мастеров спорта России. И в тот же день спортсмены сообщили своим тренерам, что больше кататься вместе не будут: Новицкий завершает любительскую спортивную карьеру по состоянию здоровья, а Хохлова попробует продолжить карьеру с другим партнёром.
Незадолго до этого Яна вернулась из США, куда ездила на просмотр в группу Зуевой и Шпильбанда. Тренерский тандем поставил Яну в пару сначала с литовцем Дейвидасом Стагнюнасом, а позже с Фёдором Андреевым — сыном Марины Зуевой.
28 мая 2010 года о существовании пары Хохлова/Андреев было объявлено официально. Пара тренировалась в Кантоне у тренерского тандема Зуева/Шпильбанд.
Их первым международным стартом в декабре 2010 года стал турнир «Золотой конёк Загреба», на котором они заняли 5-е место. Затем они стали четвёртыми на чемпионате России, не пробившись в состав сборной для участия в чемпионатах Европы и мира. В оставшуюся часть сезона соревновались на турнирах категории «В», где занимали призовые места.
В июне 2011 года Андреев повредил колено, неудачно упав на тренировке. Позже выяснилось, что травма достаточно серьёзная, спортсмену предстоит операция, а в сентябре 2011 года стало понятно, что Фёдор не сможет продолжить карьеру в большом спорте. Вновь оставшись без партнёра, Яна тоже была вынуждена завершить свою спортивную карьеру.

## После спорта
В дальнейшем Яна Хохлова занялась тренерской деятельностью. В 2014—2016 годах она работала в ДЮСШ города Дмитров. Параллельно участвовала в нескольких сезонах телепроекта Первого канала «Ледниковый период».

### Участие в телешоу
- 2012 год — «Ледниковый период. Кубок профессионалов»;
- 2013 год — «Ледниковый период-4» (в паре с актёром Дмитрием Хрусталёвым);
- 2014 год — «Ледниковый период-5» (в паре с певцом Алексеем Гоманом);
- 2016 год — «Ледниковый период-6» (в паре с певцом Ираклием Пирцхалавой)[17].
- 2020 год — «Ледниковый период-7» (в паре с актёром Вячеславом Чепурченко) c 3-го выпуска (заменила Татьяну Тотьмянину из-за травмы);
- 2021 год – «Ледниковый период–8» (в паре с актёром Гелой Месхи).

## Программы
(с Ф. Андреевым)
| Сезон     | Короткий танец                                                     | Произвольный танец       | Показательные выступления                                                       |
| --------- | ------------------------------------------------------------------ | ------------------------ | ------------------------------------------------------------------------------- |
| 2010—2011 | Первый бал Наташи Ростовой из оперы «Война и мир» Сергей Прокофьев | «Abbey Road» The Beatles | Романс «Я тебя никогда не забуду» из рок-оперы «Юнона и Авось» Алексей Рыбников |

(с С. Новицким)
| Сезон     | Оригинальный танец                                         | Произвольный танец | Показательные выступления         |
| --------- | ---------------------------------------------------------- | --- | --------------------------------- |
| 2009—2010 | «Вдоль по Питерской»                                       | «Полюшко-поле» Лев Книппер Музыка из балета «Жар-птица» Игорь Стравинский и «Аквариум» из сюиты «Карнавал животных» Камиль Сен-Санс | «Hotel California» The Eagles     |
| 2008—2009 | Sam’s Blues Сэм Тейлор Puttin' On the Ritz                 | Рапсодия на тему Паганини Сергей Рахманинов и Каприс 24 Никколо Паганини                                                            | «Не пара» Потап и Настя           |
| 2007—2008 | Two Guitars Поль Мориа                                     | «Ночь на лысой горе» Модест Мусоргский и «В пещере горного короля» из сюиты «Пер Гюнт» Эдвард Григ                                  | «Очи чёрные»                      |
| 2006—2007 | «Tango Jalousie» Якоб Гаде                                 | «Aranjuez Mon Amour» Хоакин Родриго                                                                                                 | «Stop» Сэм Браун                  |
| 2005—2006 | Rhumba: Derroche Cha Cha: Balla El Baile Del Ombligo Samba | Flamenco Bolero | «Şımarık» Таркан «Stop» Сэм Браун |
| 2004—2005 | «Sing, Sing, Sing» и «Fever»                               | Саундтрек к фильму «Пираты Карибского моря»                                                                                         | «Stop» Сэм Браун                  |
| 2003—2004 | «Heartbreak Hotel & Hard Headed Woman» Элвис Пресли        | «Половецкие пляски» Александр Бородин                                                                                               | «Şımarık» Таркан                  |

## Спортивные достижения

### Результаты после 2006 года
(с Ф. Андреевым)
| Соревнования          | 2010—2011 |
| --------------------- | --------- |
| Чемпионаты России     | 4         |
| Золотой конёк Загреба | 5         |
| Bavarian Open         | 2         |
| Mont Blanc Trophy     | 2         |

(с С. Новицким)
| Соревнования                         | 2006—2007 | 2007—2008 | 2008—2009 | 2009—2010 |
| ------------------------------------ | --------- | --------- | --------- | --------- |
| Зимние Олимпийские игры              |           |           |           | 9         |
| Чемпионаты мира                      | 8         | 3         | 6         | WD        |
| Чемпионаты Европы                    | 4         | 3         | 1         | 3         |
| Чемпионаты России                    | 2         | 1         | 1         |           |
| Финалы Гран-При                      | 5         | 5         | WD        |           |
| Этапы Гран-при: Skate America        |           |           |           | 4         |
| Этапы Гран-При: Cup of China         | 3         |           | 3         | 2         |
| Этапы Гран-При: Trophee Eric Bompard |           | 2         |           |           |
| Этапы Гран-При: NHK Trophy           | 2         | 3         |           |           |
| Этапы Гран-при: Cup of Russia        |           |           | 1         |           |
| Командный чемпионат мира             |           |           | 4/5*      |           |

WD = снялись с соревнований
- * — место в личном зачете/командное место

### Результаты до 2006 года
(с С. Новицким)
| Соревнования                         | 2001—2002 | 2002—2003 | 2003—2004 | 2004—2005 | 2005—2006 |
| ------------------------------------ | --------- | --------- | --------- | --------- | --------- |
| Олимпиады                            |           |           |           |           | 12        |
| Чемпионаты мира                      |           |           |           |           | 12        |
| Чемпионаты Европы                    |           |           |           |           | 10        |
| Чемпионаты России                    | 7         | 5         | 4         | 3         | 3         |
| Этапы Гран-При: Trophee Eric Bompard |           |           |           |           | 6         |
| Этапы Гран-При: NHK Trophy           |           |           | 6         |           | 4         |
| Этапы Гран-при: Cup of Russia        |           |           |           | 7         |           |
| Этапы Гран-При: Skate Canada         |           |           |           | 6         |           |
| Nebelhorn Trophy                     |           |           | 2         |           |           |
| Зимние Универсиады                   |           | 1         |           | 1         |           |

(с А. Максимишиным)
| Соревнования                   | 2000—2001 |
| ------------------------------ | --------- |
| Чемпионат России среди юниоров | 9         |